# اغادیز
اغادیز (به لاتین: Agadez) یک شهر در نیجر است که در Tchirozerine Department واقع شده‌است.

## خصوصیات
اغادیز ۱۱۸٬۲۴۴ نفر جمعیت دارد و ۵۲۰ متر بالاتر از سطح دریا واقع شده‌است.